# Anelaphus fasciatum
Anelaphus fasciatum är en skalbaggsart som beskrevs av Fisher 1932. Anelaphus fasciatum ingår i släktet Anelaphus och familjen långhorningar.
Artens utbredningsområde är:
- Bahamas.
- Kuba.

Inga underarter finns listade i Catalogue of Life.